# Per Odeltorp
Per Odeltorp, známý převážně pod pseudonymem Stig Vig (19. listopadu 1948 – 23. ledna 2012, Stockholm) byl švédský baskytarista a zpěvák. Od roku 1978 až do své smrti byl frontmanem skupiny Dag Vag. Byl výraznou osobou švédské punk rockové kultury.